# Базанквиц

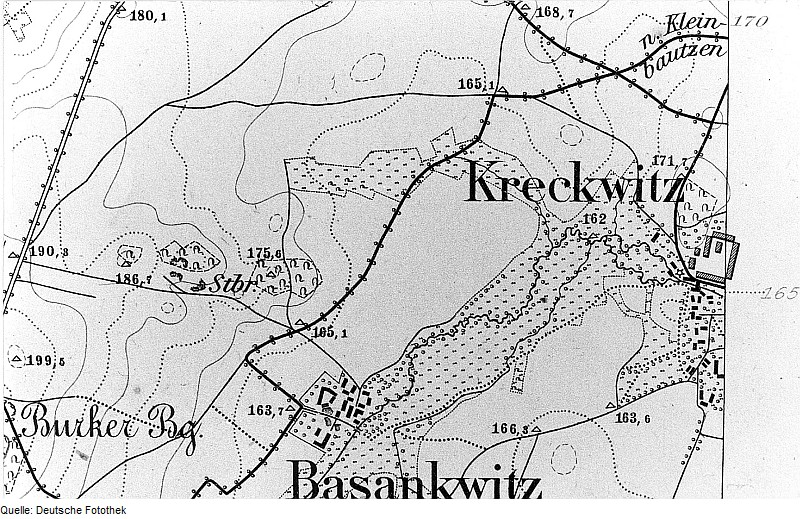
Базанквиц на карте 1884 года

Ба́занквиц или Бо́занкецы (нем. Basankwitz; в.-луж. Bozankecyо файле) — сельский населённый пункт в Верхней Лужице, находящийся с 1936 года в границах населённого пункта Дельня-Кина (с 1994 года — в городских границах Баутцена).

## География
Населённый пункт соединён с деревней Дельня-Кина улицей Basankwitzer Straße.
Деревня расположена в северо-восточной части Баутцена примерно в пяти километрах от исторического центра города. На юге от деревни протекает река Боблицер-Вассер (нем. Boblitzer Wasser, иное наименование — Альбрехтсбах (нем. Albrechtsbach, славянское наименование — Альбрехтовка (в.-луж. Albrechtowka)). На северо-западе от деревни находится Баутценское водохранилище.
Соседние населённые пункты: на севере — деревня Дельня-Горка (в городских границах Баутцена), на северо-востоке — деревня Доброшецы коммуны Мальшвиц, на востоке — деревня Кракецы коммуны Кубшюц, на юго-западе — деревня Дельня-Кина (в городских районах Баутцена) и на западе — деревня Борк (в городских границах Баутцена).

## История
Наименование деревни происходит от лужицкого слова «bozanka» (бузина).
Впервые упоминается в 1365 году под наименованиями «Bosenkewicz, Bosinkewicz». До 1 апреля 1936 года деревня была самостоятельной сельской общиной. В связи с малочисленностью жителей была присоединена в 1936 году к деревне Дельня-Кина, с которой вместе в 1994 году вошла в городские границы Баутцена.
В XIX веке в деревне была построена усадьба, которая была национализирована во времена ГДР. В настоящее время здание бывшей усадьбы используется в качестве гостиницы.
Деревня входит в состав культурно-территориальной автономии «Лужицкая поселенческая область», на территории которой действуют законодательные акты земель Саксонии и Бранденбурга, содействующие сохранению лужицких языков и культуры лужичан.
Исторические немецкие наименования
- Bosenkewicz, Bosinkewicz, 1365
- Bosankwicz, 1378
- Bosankewitz, 1419
- Basinkwicz, 1534

## Население
Официальным языком в населённом пункте, помимо немецкого, является также верхнелужицкий язык.
Согласно статистическому сочинению «Dodawki k statisticy a etnografiji łužickich Serbow» Арношта Муки в 1884 году в деревне проживало 43 человека (все без исключения лужичане).
| 1834 | 1871 | 1890 | 1910 | 1925 | 2020 |
| ---- | ---- | ---- | ---- | ---- | ---- |
| 53   | 45   | 45   | 45   | 49   | 34   |

## Инфраструктура
На северо-западе от деревни проходит автомагистраль A4. На противоположной стороне автомагистрали находятся лесные насаждения и сельскохозяйственные земли, которые связаны с деревней автомобильным виадуком над автомагистралью. Около двух километров на юго-запад по этой магистрали находится автомобильная развязка «Bautzen-Ost». На юго-востоке от деревни расположен аэропорт «Flugplatz Bautzen» (ICAO-Code EDAB), называемый в просторечии «Литтен» (от наименования близлежащей деревни Литтен). В деревне находятся несколько частных гостиниц.
По адресу Basankwitzer Straße 1 на юго-западе от деревни находится предприятие «Budissa Erneuerbare Energien Gmbh».